# 大佛肚竹
大佛肚竹（学名：Bambusa vulgaris），又名龙头竹，为禾本科簕竹屬下的一个品种，也有各種栽培型。
现接受名为Bambusa balcooa Roxb., 1832。

## 栽培种
- 黄金间碧玉 Bambusa vulgaris cv. vittata，大中型丛生竹类，分布于中国西南至华南热区，节间金黄色，嵌绿色条纹。
- 大佛肚竹 Bambusa vulgaris cv. waminii，高8—15m，直径6—10cm，产华南至西南地区，秆之中部或基部节间极度短缩、隆鼓成佛肚状。